# Utah Flash
Este artículo es acerca del desaparecido equipo de Utah Flash. Para la franquicia actual, véase Delaware 87ers
Utah Flash fue un equipo de la NBA Development League, la liga de desarrollo auspiciada por la NBA. Se trata de un equipo debutante en 2007, con sede en la ciudad de Orem, Utah. Disputa sus partidos en el McKay Events Center, diseñado por el arquitecto Frank Gehry, y situado en el campus de la universidad Utah Valley State College.

## Historia
El nombre del equipo fue elegido a partir de una votación popular, que presentaba las siguientes opciones: Dash, Flash, Dynos y Héroes, anunciándose el 17 de abril de 2007 la elección de Flash.
El 24 de mayo fue anunciada la contratación del hasta ese momento ojeador de los Utah Jazz Brad Jones como primer entrenador del equipo

## Equipos afiliados
Como todos los equipos de la D-League, los Flash están afiliados a equipos de la NBA, proporcionándoles jugadores cuando los necesitan. En este caso son Utah Jazz, como afiliado "local", y los Atlanta Hawks.

### Líderes estadísticos
Puntos totales temporada regular
| #                                                      | Jugador           | Temporadas                    | Promedio | Partidos | Total |
| ------------------------------------------------------ | ----------------- | ----------------------------- | -------- | -------- | ----- |
| 1                                                      | Andre Ingram      | 2007 - 2011 (4)               | 10,6     | 198      | 2098  |
| 2                                                      | Kevin Kruger      | 2007 - 2011 (4)               | 13,4     | 124      | 1656  |
| 3                                                      | Orien Greene      | 2009 - 2011 (2)               | 16,5     | 87       | 1435  |
| 4                                                      | Brian Hamilton    | 2007 - 2008 / 2009 - 2011 (3) | 9,2      | 135      | 1239  |
| 5                                                      | Dontell Jefferson | 2008 - 2011 (3)               | 17,5     | 69       | 1208  |
| Referencia: Nota actualizados al final temporada 12/13 |                   |                               |          |          |       |

Rebotes totales temporada regular
| #                                                      | Jugador        | Temporadas                    | Promedio | Partidos | Total |
| ------------------------------------------------------ | -------------- | ----------------------------- | -------- | -------- | ----- |
| 1                                                      | Brian Hamilton | 2007 - 2008 / 2009 - 2011 (3) | 4,9      | 135      | 659   |
| 2                                                      | Andre Ingram   | 2007 - 2011 (4)               | 3,1      | 198      | 608   |
| 3                                                      | Carlos Wheeler | 2008 - 2010 (2)               | 6,3      | 93       | 583   |
| 4                                                      | Bennet Davis   | 2008 - 2011 (3)               | 5,2      | 107      | 557   |
| 5                                                      | Brian Jackson  | 2007 - 2010 (3)               | 5,2      | 91       | 477   |
| Referencia: Nota actualizados al final temporada 12/13 |                |                               |          |          |       |

Asistencias totales temporada regular
| #                                                      | Jugador           | Temporadas                    | Promedio | Partidos | Total |
| ------------------------------------------------------ | ----------------- | ----------------------------- | -------- | -------- | ----- |
| 1                                                      | Kevin Kruger      | 2007 - 2011 (4)               | 5,5      | 124      | 682   |
| 2                                                      | Dontell Jefferson | 2008 - 2011 (3)               | 5,4      | 69       | 375   |
| 3                                                      | Orien Greene      | 2009 - 2011 (2)               | 4,1      | 87       | 358   |
| 4                                                      | Andre Ingram      | 2007 - 2011 (4)               | 1,7      | 198      | 336   |
| 5                                                      | Brian Hamilton    | 2007 - 2008 / 2009 - 2011 (3) | 1,9      | 135      | 255   |
| Referencia: Nota actualizados al final temporada 12/13 |                   |                               |          |          |       |